# 高砂 (能)

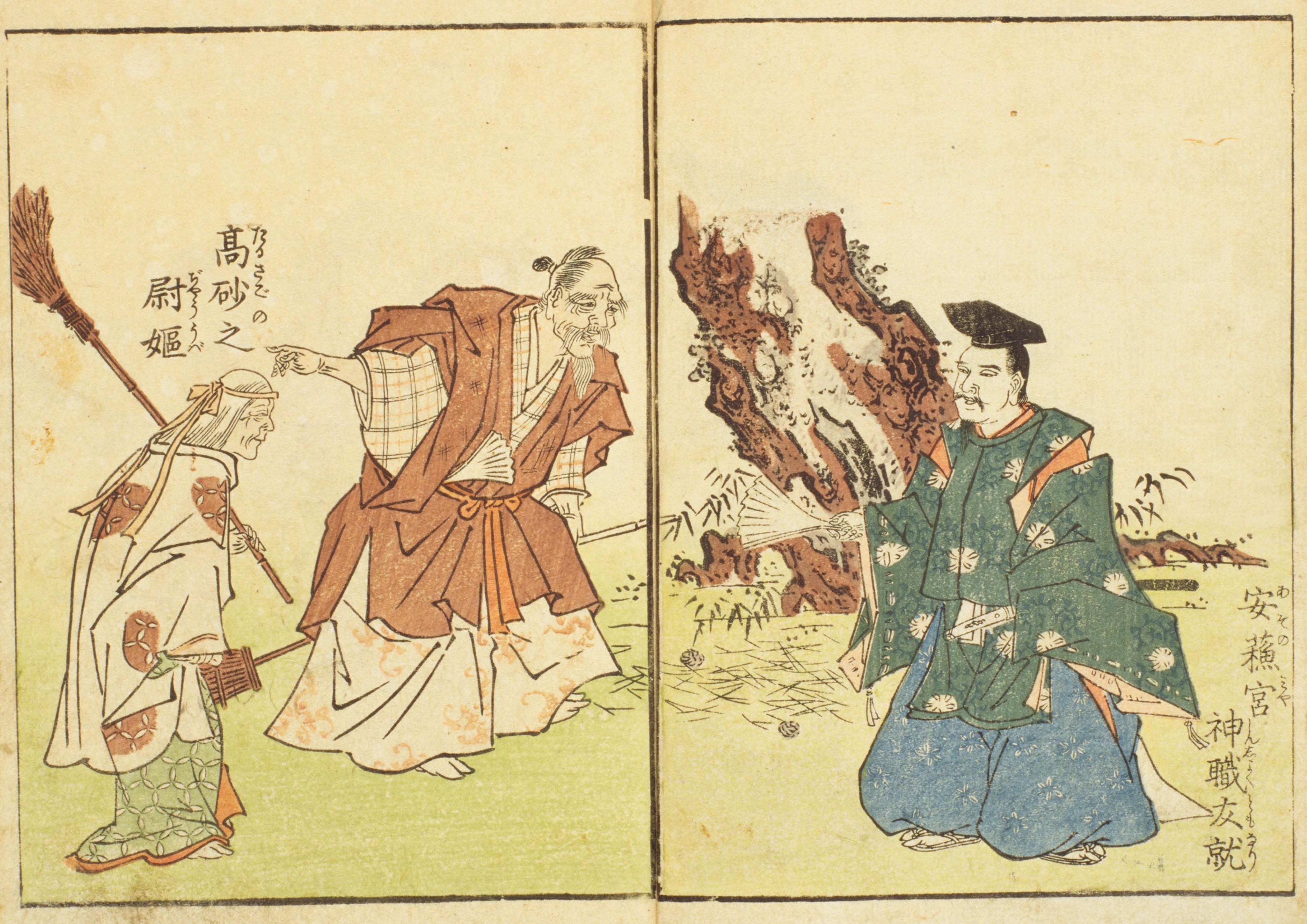
山東庵京伝（山東京伝）著『絵本宝七種』（蔦屋重三郎刊、1804年）より「高砂」。

『高砂』（たかさご）は、能の作品の一つ。相生の松（あいおいのまつ、兵庫県高砂市・高砂神社）によせて夫婦愛と長寿を愛で、人世を言祝ぐ大変めでたい能である。古くは『相生』（あいおい）、『相生松』（あいおいまつ）と呼ばれた。
ワキ、ワキヅレがアイとの問答の後、上ゲ歌で謡う『高砂や、この浦舟に帆を上げて、この浦舟に帆を上げて、月もろともに出で潮の、波の淡路の島影や、遠く鳴尾の沖過ぎて、はや住吉（すみのえ）に着きにけり、はや住吉に着きにけり』は結婚披露宴の定番の一つである。江戸時代、徳川将軍家では『老松』とともに『松』をテーマにした筆頭祝言曲二曲の一つであった。

## 作品構成
【登場人物】
- シテ：尉、後に住吉明神
- ツレ：（前のみ）姥
- ワキ：九州阿蘇宮神主友成
- ワキツレ：従者（二人）
- 間狂言：高砂ノ浦人

九州阿蘇宮の神官（ワキ）が播磨国、高砂の浦にやってきた。春風駘蕩とする浦には松が美しい。遠く鐘の音も聞こえる。そこに老夫婦（シテとツレ）が来て、木陰を掃き清める。老人は古今和歌集の仮名序を引用して、高砂の松と住吉の松とは相生の松、離れていても夫婦であるとの伝説を説き、松の永遠、夫婦相老（相生にかけている）の仲睦まじさを述べる。命あるものは全て、いや自然の全ては和歌の道に心を寄せるという。ここで老夫婦は自分達は高砂・住吉の松の精であることを打ち明け、小舟に乗り追風をはらんで消えて行く。
神官もまた満潮に乗って舟を出し（ここで『高砂や…』となる）、松の精を追って住吉に辿り着く。
『われ見ても 久しくなりぬ住吉の、岸の姫松いく代経ぬらん』（伊勢物語）
の歌に返して、なんと住吉明神の御本体が影向（ようごう）され、美しい月光の下、颯爽と神舞を舞う。
作物は能ノ小書がついた（流シ八頭、太極之傳、八段之舞、祝言之式）場合に限り松の作物がが出される。無い場合あり。

## 全文　観世流の場合
ワキ　ワキツレ：【真ノ次第（五段次第）（翁附の場合は禮脇又は五段次第）】
ワキ　ワキツレ　次第「今を始め乃旅衣。今を始め乃旅衣日も行く末ぞ久しき
ワキ　名ノリ「そもそもこれハ九州、肥後乃國。阿蘇乃宮の神主友成とハ、我が事なり。我いまだ、都を見ず候程に。この度思ひ舘都に、上り候。又よき、序なれば、播州高砂乃浦をも一見せばやと、存じ候
ワキ　ワキツレ　道行「旅衣。末遥々の都路を。末遥々乃都路を。今日思ひ立つ浦乃波。船路のどけき春風乃幾日来ぬらん後末も。いさ白雲の遥々と。さしも思ひし播摩潟高砂乃浦に。着きにけり高砂の浦に着きにけり
前シテ（以下シテ）　ツレ：【真ノ一声】
シテ　ツレ　一セイ「高砂の。松乃春風吹き暮れて。尾上乃鐘も。響くなり
ツレ　二ノ句「波ハ霞乃磯がくれ。
シテ　ツレ「音こそ汐の。満干なれ【アユミ（アシラヒ）】
シテ　サシ「誰をかも知る人にせん高砂乃。松も昔の友ならで。
シテ　ツレ　サシ続「過ぎ来し世々ハ白雪乃。積り積りて老の鶴乃。時に残る有明の。春乃霜夜の起居にも松風を乃み聞き馴れて。心を友と。菅筵の。思ひを延ぶるばかりなり
シテ　ツレ　下歌「訪れは松に言問ふ浦風の。落葉衣の袖添へて木陰の塵を掻かうよ木陰乃塵を掻かうよ
シテ　ツレ　上歌「所ハ高砂の。　ツレ「所ハ高砂の。　シテ　ツレ「尾上の松も年ふりて。老の波も寄り来るや。木の下蔭の落葉かくなるまで命ながらえて。なほ何時までか生の松。それも久しき。名所かなそれも久しき名所かな
ワキ「里人を、相待つ處に。老人、夫婦来れり。いかにこれなる老人に尋ぬべき、事乃候
シテ「此方の事にて候か、何事にて候ぞ
ワキ「高砂の松とハ何れの木と、申し候ぞ
シテ「只今木蔭を清め候こそ、高砂の松にて候へ
ワキ「高砂住吉の松に、相生乃名あり。當所と住吉とハ國を、隔てたるに。何とて相生乃松とハ、申し候ぞ
シテ「仰せの如く、古今乃序に。高砂、住吉乃松も。相生のやうに覚えとあり、さりながら。この尉は津の國、住吉の者。これなる姥こそ、當所の人なれ。知る事あらば、申さ給へ
ワキ「不思議や見れば老人の。夫婦一所にありながら。遠き住吉高砂の。浦山國を隔てて住むと。云ふハ如何なる事やらん
ツレ「うたて乃仰せ候や。山川萬里を隔つれども。互に通ふ心遣ひ乃。妹背の道ハ遠からず
シテ「まづ案じても、御覧ぜよ。
シテ　ツレ「高砂住吉の。松ハ非情乃物だにも。相生乃名ハあるぞかし。ましてや生ある人として。年久しくも住吉より。通ひ馴れたる尉と姥ハ。松もろともに。この年まで。相生乃夫婦となるものを
ワキ「謂はれを聞けば面白や。さてさて前に聞えつる。相生乃松の物語を。所に言い置く云われハなきか
シテ「昔乃人の、申ししハ。これハめでたき、世乃例なり
ツレ「高砂と云ふハ上代乃。萬葉集の古の義
シテ「住吉と申すハ。今この御代に住み給ふ、延喜乃御事
ツレ「松とハつ（漢字）きぬ言乃葉の
シテ「栄えハ古今、相同じと。
シテ　ツレ「御代を崇むる喩へなり
ワキ「よくよく聞けばありがたや。今こそ不審春乃日の
シテ「光和らぐ西乃海乃
ワキ「彼處ハ住吉
シテ「此處ハ高砂
ワキ「松も色添ひ
シテ「春も
ワキ「長閑に
地　「四海波静かにて。國も治まる時つ風。枝を鳴らさぬ御代なれや。あひに相生乃。松こそめでたかりけれ。げにや仰ぎても。事も疎かやかかる代に。住める民とて豊かなる。君の恵みぞ。ありがたき君の恵みぞありがたき
ワキ「なほなほ高砂乃松のめでたき謂はれ委しく、御物語候へ
地　クリ「それ草木心なしとハ申せども果実の時を違へず。陽春乃徳を具へて南枝花始めて開く
シテ　サシ「然れどもこ乃松ハその気色とこしなへにして花葉時を分かず
地　「四つ乃時至りても。一子年乃色雪の中に深く。またハ松花乃色十廻りとも言へり
シテ「かかるたよりを松が枝の
地　「事の葉草の露乃玉。心を磨く種となりて
シテ「生きとし生ける。も乃ごとに
地　「敷島乃かげによるとかや
地　クセ「然るに。長能が詞にも。有情非情乃そ乃聲みな歌に洩るる事なし。草木土砂。風聲水音まで萬物の籠る心あり。春乃林乃。東風に動き秋乃虫の。北露に鳴くも皆和歌乃姿ならずや。中にもこ乃松ハ。萬木に勝れて。十八公乃よそほひ。子秋乃緑をなして。古今の色を見ず。始皇乃御爵に。預かる程乃木なりとて異國も。本朝にも萬民これを賞翫す
シテ「高砂の尾上の鐘の音すなり
地　「暁かけて。霜ハ置けども松が枝乃。葉色ハ同じ深緑立ち寄る蔭の朝夕に。掻けども落葉乃つ（漢字）きせぬハ。真なり松の葉乃散り失せずして色ハなほ真折乃葛ながき世の。喩へなりける常磐木の中にも名ハ高砂乃。末代の例にも相生乃松ぞめでたき
地　ロンギ「げに名を得たる松が枝乃。げに名を得たる松が枝の。老木の昔顕して。そ乃名を名のり給えや。
シテ　ツレ「今ハ何をか褁むべき。これハ高砂住吉乃。相生乃松の精。夫婦と現じ来たりたり
地　「不思議やさてハ名所の。松の奇特を顕して
シテ　ツレ「草木心なけれども
地　「畏き世とて
シテ　ツレ「土も木も
地　「我が大君の國なれば。何時までも君が代に。住吉に先ず行きてあれにて。待ち申さんと。夕波乃汀なる海女乃小舟にうち乗りて追風に任せつつ沖乃方に出でにけりや沖の方に出でにけり　【中入　狂言間語アリ】
ワキ　ワキツレ「高砂や。こ乃浦舟に帆をあげて。こ乃浦舟に帆をあげて。月もろともに出汐の。波乃淡路乃島影や。遠く鳴尾の沖過ぎてはや住吉に。つきにけりはや住吉に着きにけり
後シテ（以下シテ）
：【出端】
シテ「我見ても久しくなりぬ住吉乃。岸乃姫松幾代経ぬらん。睦ましと君ハ知らずや瑞牆の。久しき代々乃神かぐら。夜の鼓乃拍子を揃えて。すずしめ給へ。宮つ子たち
地　「西の海。檍が原乃波間より
シテ「現れ出でし。神松の。春なれや。残ん乃雪の浅香潟
地　「玉藻刈るなる岸陰乃
シテ「松根によ（漢字）って腰を摩るれば
地　「子年の翠。手に満てり
シテ「梅花を折って頭に挿せば
地　「二月の雪衣に落つ【神舞】
地　ロンギ「ありがた乃影向や。ありがた乃影向や。月住。吉の神遊。御影を拝むあらたさよ
シテ「げにさまざまの舞姫乃。聲も澄むなり住吉乃。松影も映るなる青海波とハこれやらん
地　「神と君との道すぐに。都の春にいくべくハ
シテ「それぞ還城楽乃舞
地　「さて萬歳の
シテ「小忌衣
地　「さす腕には。悪魔を拂ひ。をさむる手には。壽福を抱き。千秋楽は民を撫で。萬歳楽には命を延ぶ。相生乃松風諷々乃聲ぞ楽しむ諷々乃聲ぞ楽しむ

## 背景と大衆化したモチーフ
現在の高砂市内にある高砂神社の社伝によれば、ひとつの根から雌雄の幹の立ち上がる「相生の松」が境内に生い出でたのは神社開創から間もない頃のことであったが、ある日ここに二神が現われ、「我神霊をこの木に宿し世に夫婦の道を示さん」と告げたところから、相生の霊松および尉（じょう）・姥（うば）の伝承が始まったとする。
ところで古今和歌集仮名序に
の一節がある。
松は古来、常緑であるところから「千年の常盤木」などとも呼ばれ、また雌雄別株であることは夫婦を連想させる。
世阿弥はこうしたところから着想を得て、尉・姥を登場人物とし、歌道の永遠なることを願って『高砂』を書いたのだとされる。
千歳の松、長寿、遠く隔たっていても睦まじい夫婦といった『高砂』に含まれる要素、また「相生」が「相老い」にも通じることなどから、『高砂』はいつしか夫婦和合・偕老長寿の象徴とも受け取られるようになった。
尉（じょう）・姥（うば）のモチーフは「高砂人形」と呼ばれる人形となり結納品のひとつとされたほか、一般におめでたい図柄として大衆化し、さまざまに使われている。
「高砂や」に始まる謡は婚礼における祝言歌の定番となり、長い間歌い継がれてきた。
また、俗謡に「おまえ百までわしゃ九十九まで、共に白髪の生えるまで」と謡うものがあり、これも『高砂』の尉・姥に結びつけて考えられている。俗説として、「百」は「掃く」、すなわち姥の箒を意味し、「九十九まで」は尉の「熊手」を表すのだという。

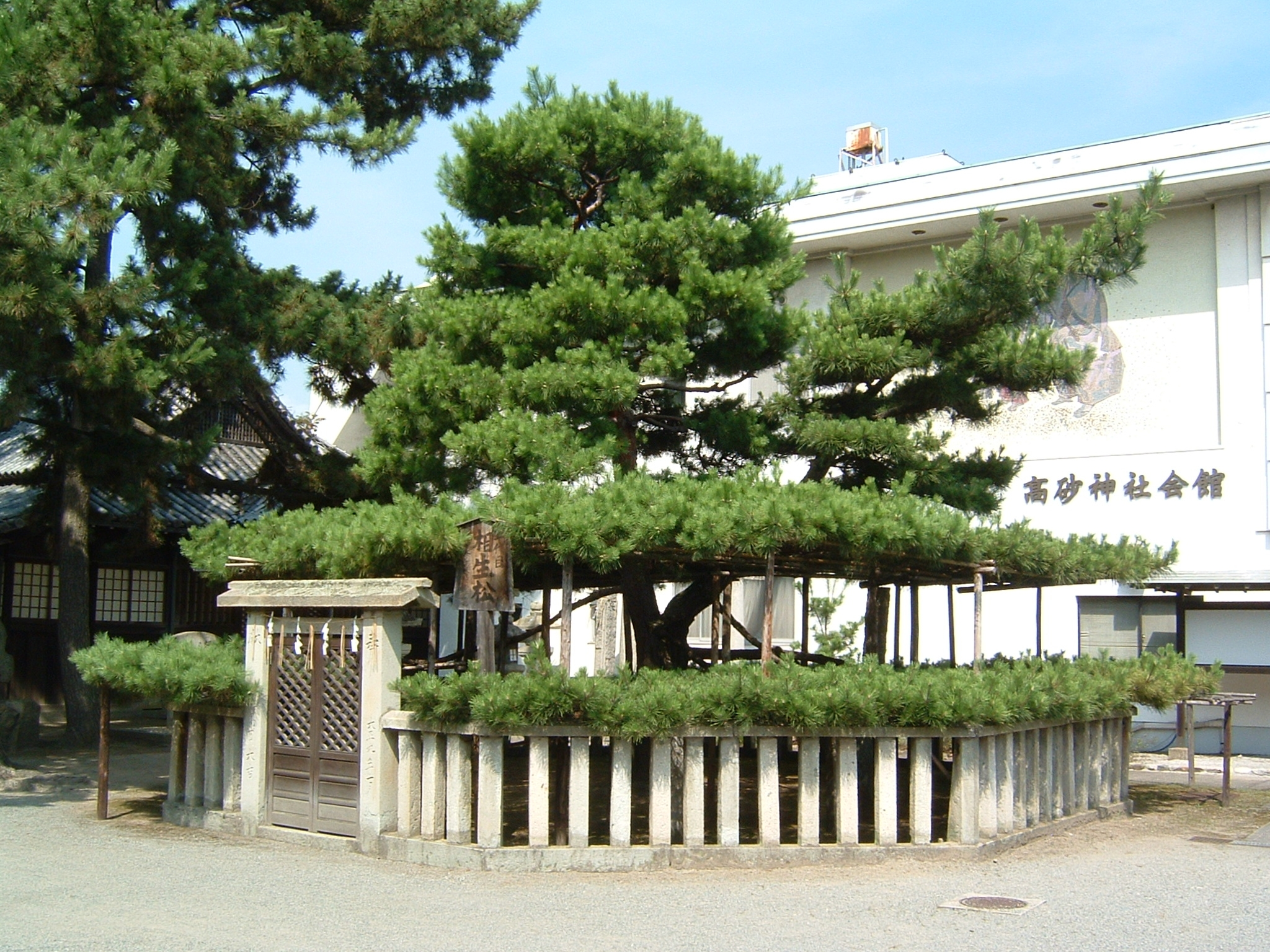
高砂神社にある現在の「相生の松」。
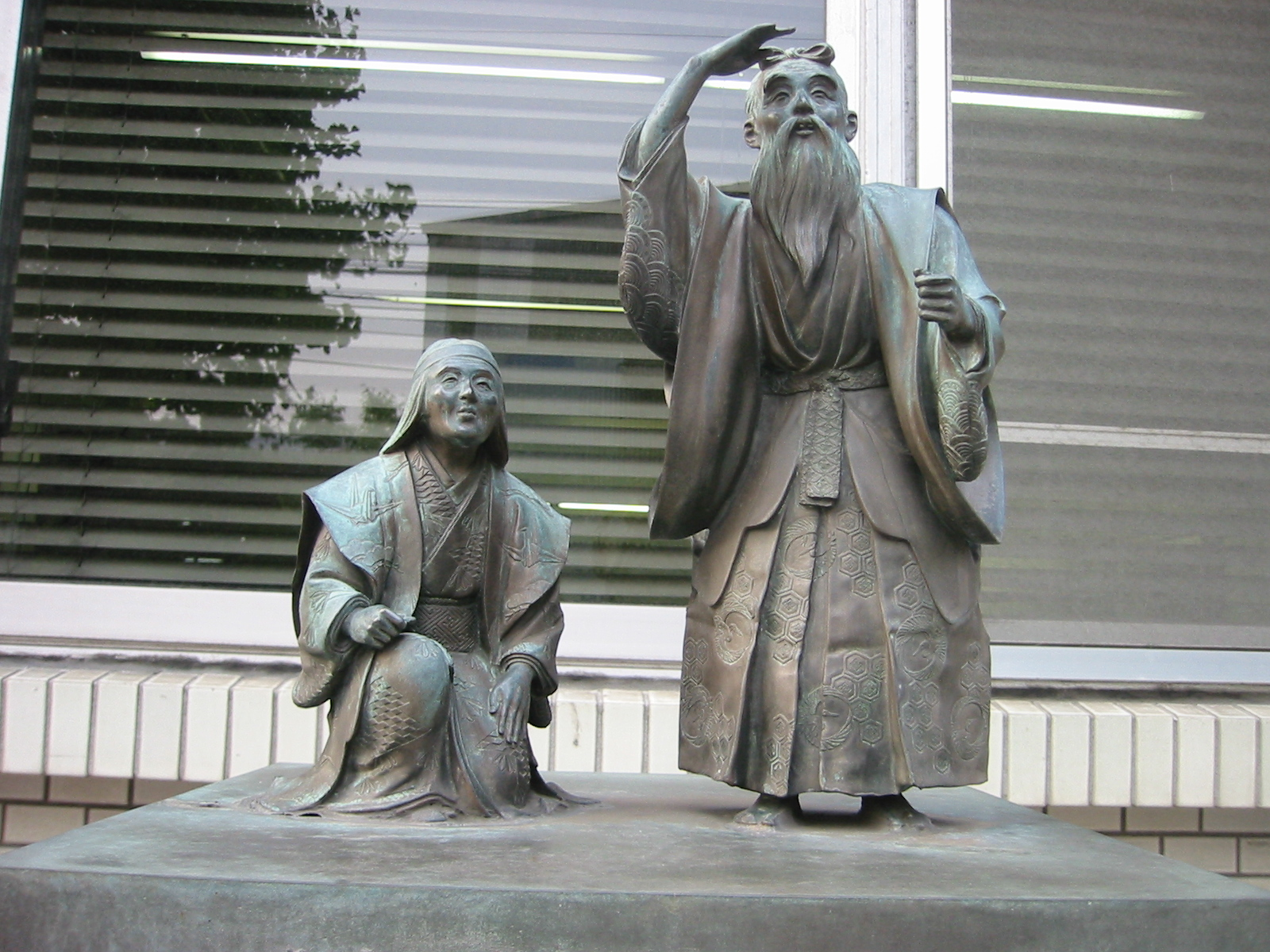
高砂市・高砂郵便局前の郵便ポスト上に設置されている尉と姥の像。
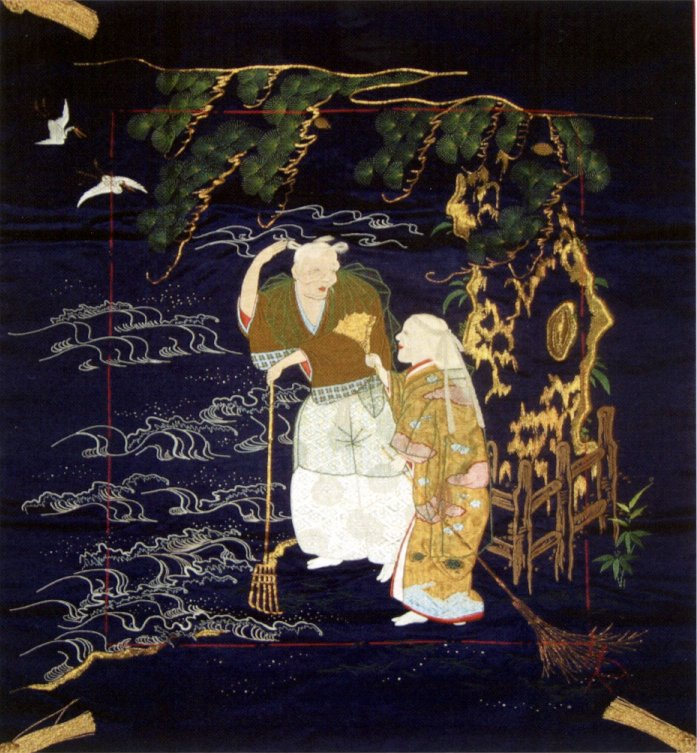
19世紀の帛紗に描かれた尉と姥。
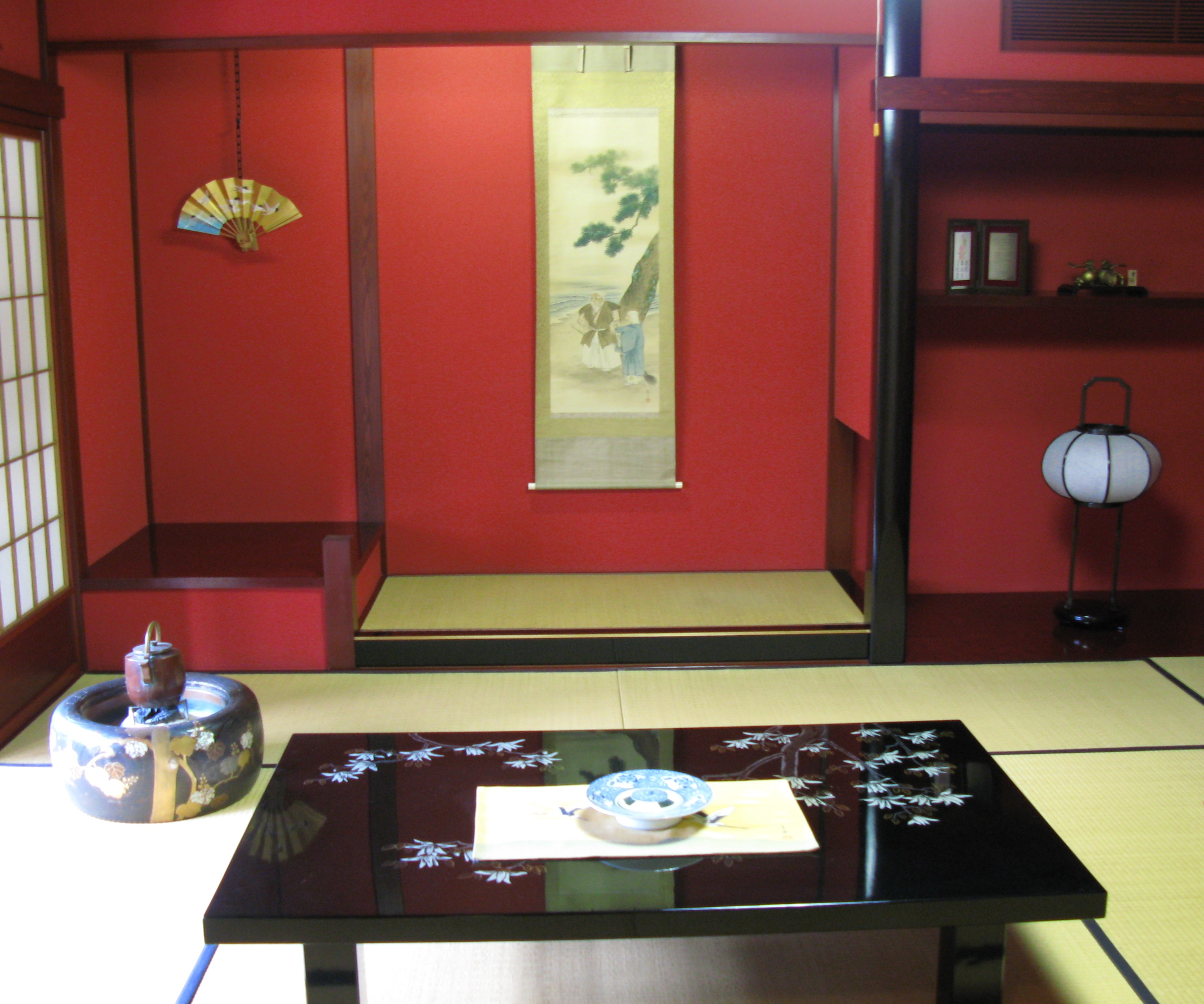
高砂の尉と姥は掛軸の定番モチーフでもある。

### 一次資料
- 『謡曲集』 上、横道万里雄、表章校注、岩波書店〈日本古典文学大系 40〉、1978年、224-225頁。ISBN 978-4-00-060040-8。

### 二次資料
- 石井倫子『能・狂言の基礎知識』角川学芸出版〈角川選書 440〉、2009年2月。ISBN 978-4-04-703440-2。